# Айдаркулов, Абдухалик Абдурахманович
Абдухалик Абдурахманович Айдаркулов (узб. Abduxalik Abdurahmanovich Aydarqulov; род. в 1942 году, Газалкент, Бостанлыкский район, Ташкентская область, Узбекская ССР) — узбекский и советский инженер и государственный деятель. С 1991 по 5 января 1995 года являлся хокимом Навоийской области.

## Биография
Родился в Газалкенте Бостанлыкского района Ташкентской области.
Окончил Ташкентский институт инженеров ирригации и механизации сельского хозяйства.
С 1964 по 1965 год заведующий ремонтными мастерскими совхоза. В 1965 году служил в армии. С 1966 по 1977 год инженер-технолог, инженер-контролер, главный инженер, управляющий районным объединением «Узсельхозтехника».
С 1977 по 1986 год занимал должность председателя Бостанлыкского районого исполнительного комитета, 1-й секретарь районного комитета Коммунистической партии Узбекистана, а с 1986 по 1988 — секретарь Навоийского ОК КПУ, председатель областного исполнительного комитета. В 1988 году стал председателем Сырдарьинского областного исполнительного комитета, а в сентябре 1990 года 1-й секретарь Сырдарьинского областного комитета КПУ.
В 1990 году избран народным депутатом в Верховный совет Узбекской ССР XII созыва.
С 28 января 1992 по 5 января 1995 года являлся хокимом Навоийской области.
Избирался депутатом Олий Мажлиса Республики Узбекистан 2 созыва (1995—1999) от Хатырчинского избирательного округа № 84, был выдвинут Навоийским областным Советом народных депутатов.